# Helictopleurus vadoni
Helictopleurus vadoni är en skalbaggsart som beskrevs av Lebis 1960. Helictopleurus vadoni ingår i släktet Helictopleurus och familjen bladhorningar. Inga underarter finns listade i Catalogue of Life.